# シャルロット (菓子)

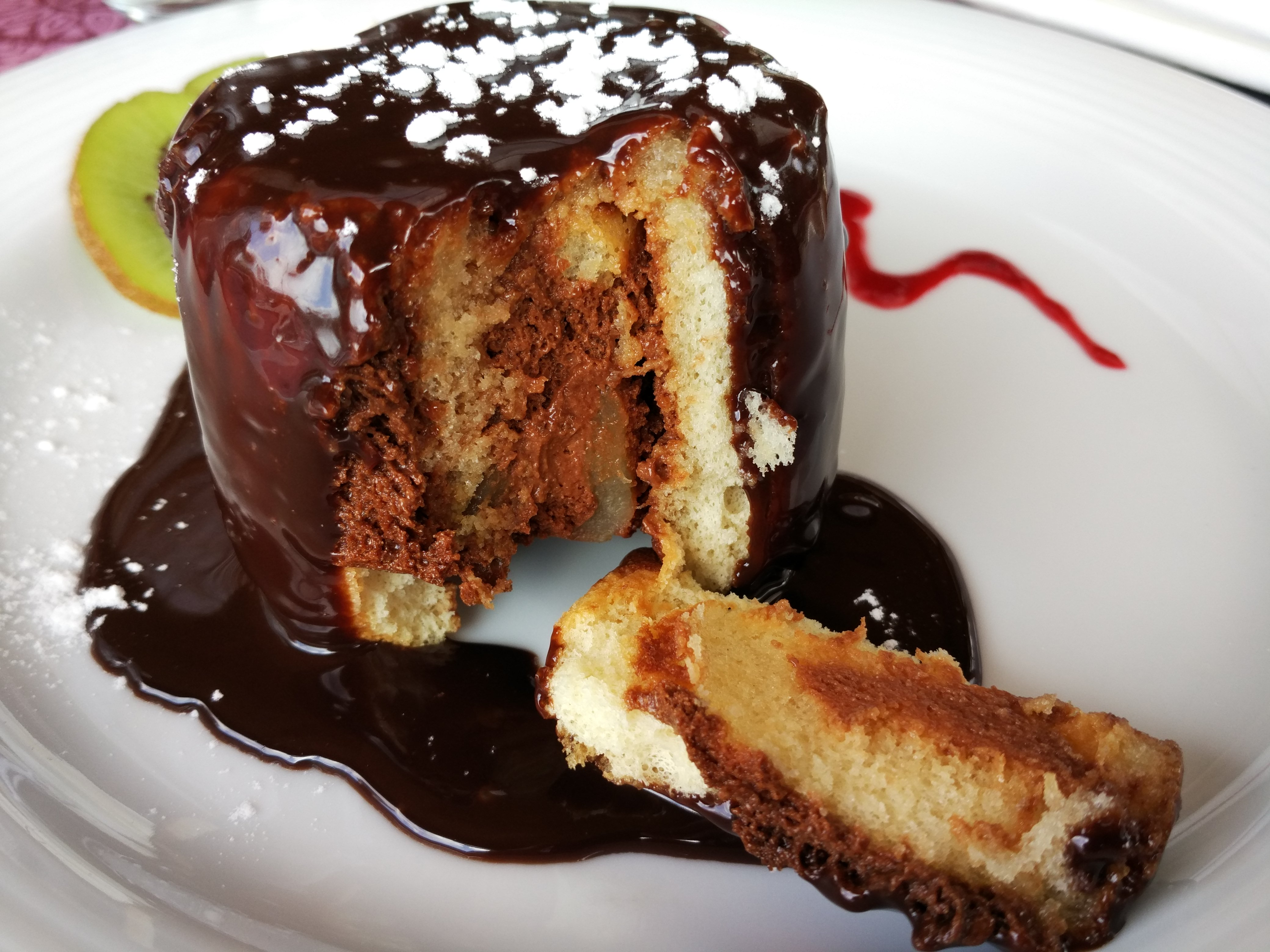
チョコレートのシャルロット

シャルロット（charlotte）は、女性の帽子に見立てた洋菓子。

## 概要
パン、スポンジケーキまたはビスケット、クッキーを型に貼り付け、その中にフルーツのピュレやカスタードなどを詰め、冷やしたものである。
元来は、堅くなったパンを型に合わせて切ってバターに浸して型の内側に貼り付け、中にリンゴやナシなどの果実を詰めて焼いた、熱いシャルロットが作られていた。アントナン・カレームがロシア皇帝アレクサンドル1世に仕えていた時、型の内側にビスキュイ・ア・ラ・キュエール（ビスコッティ・サヴォイアルディ）を貼り付け、ババロアを詰めて冷やしたシャルロット・リュス（charlotte Russe、「ロシア風シャルロット」）を考案した。現在では主にスポンジケーキやビスキュイ・ア・ラ・キュエールが使われ、中にはホイップクリーム、イチゴやチョコレート、ババロアなどが使われ、また、それらを同じ味付けをしたゼラチンの薄い層で覆い、冷やして供するものが一般的である。

## 形式
1. 大きな皿を帽子のツバに、本体を頭の部分にして一般的にはリボンを架けて見せる。
2. シャルロット型（およそ10cmの深さのある円柱または円錐の型）の内側にビスキュイ・ア・ラ・キュエールやパンを貼り付け、クリーム、ムース、ババロアやフルーツなどを詰めたもの。温および冷アントルメ、氷菓の3種類がある。中に詰めるフィリングによって名前が変わる。

シャルロットは下ごしらえが簡単なため、多くの種類が作られてきた。シャルロットのほとんどは冷やして供されるため、暖かい季節によく好まれる。フルーツシャルロットは、フルーツピュレやジャムをカスタードまたは生クリームと組み合わせる。イチゴ、ラズベリー、リンゴ、ナシ、およびバナナなどを使う。
果物を使わないタイプはカスタードやババロアを使う。チョコレートシャルロットは層の間にムースを使用する。近年では、レモンバター（レモンカード）も使用される。

### 主な種類
- シャルロット・オ・ポワール charlotte aux poires：ナシのシャルロット
- シャルロット・オ・ポンム charlotte aux pommes：リンゴのシャルロット
- シャルロット・オ・フレーズ charlotte aux fraises：イチゴのシャルロット
- シャルロット・オ・フランボワーズ charlotte aux framboises：ラズベリーのシャルロット

- シャルロット・リュス charlotte Russe：「ロシア風シャルロット」　ババロアとゼリーを重ね、ビスコッティ・サヴォイアルディ（レディ・フィンガー）で周囲を囲ったシャルロット
- シャルロット・バスク charlotte Basque：「バスク風シャルロット」。ビスキュイ・ア・ラ・キュエールとアーモンドカスタードのシャルロット
- シャルロット・アフリケーヌ charlotte Africaine：「アフリカ風シャルロット」。崩したケーキ、卵黄、メレンゲ、溶かしたチョコレートをシャルロット型に入れて焼いた菓子。
- シャルロット・ジャマイーク charlotte Jamaïque：「ジャマイカ風シャルロット」。シャルロット型の内側をカラメルで覆い、ブリオッシュかケーキを貼り付けてラム酒に浸けたドライフルーツとカスタードを詰めて焼いたシャルロット。

- シャルロット・マラコフ charlotte Malakoff：ビスキュイ・ア・ラ・キュエールとアーモンドクリームのシャルロット
- シャルロット・シャンティイ charlotte Chantilly：ビスキュイ・ア・ラ・キュエールとクリームのシャルロット

- シャルロット・ロワイヤル charlotte Royale：ドーム状の型の内側に薄切りしたロールケーキを隙間なく貼付け、中にフルーツ入りのババロアを流しいれて固めたもの

## シャルロートカ

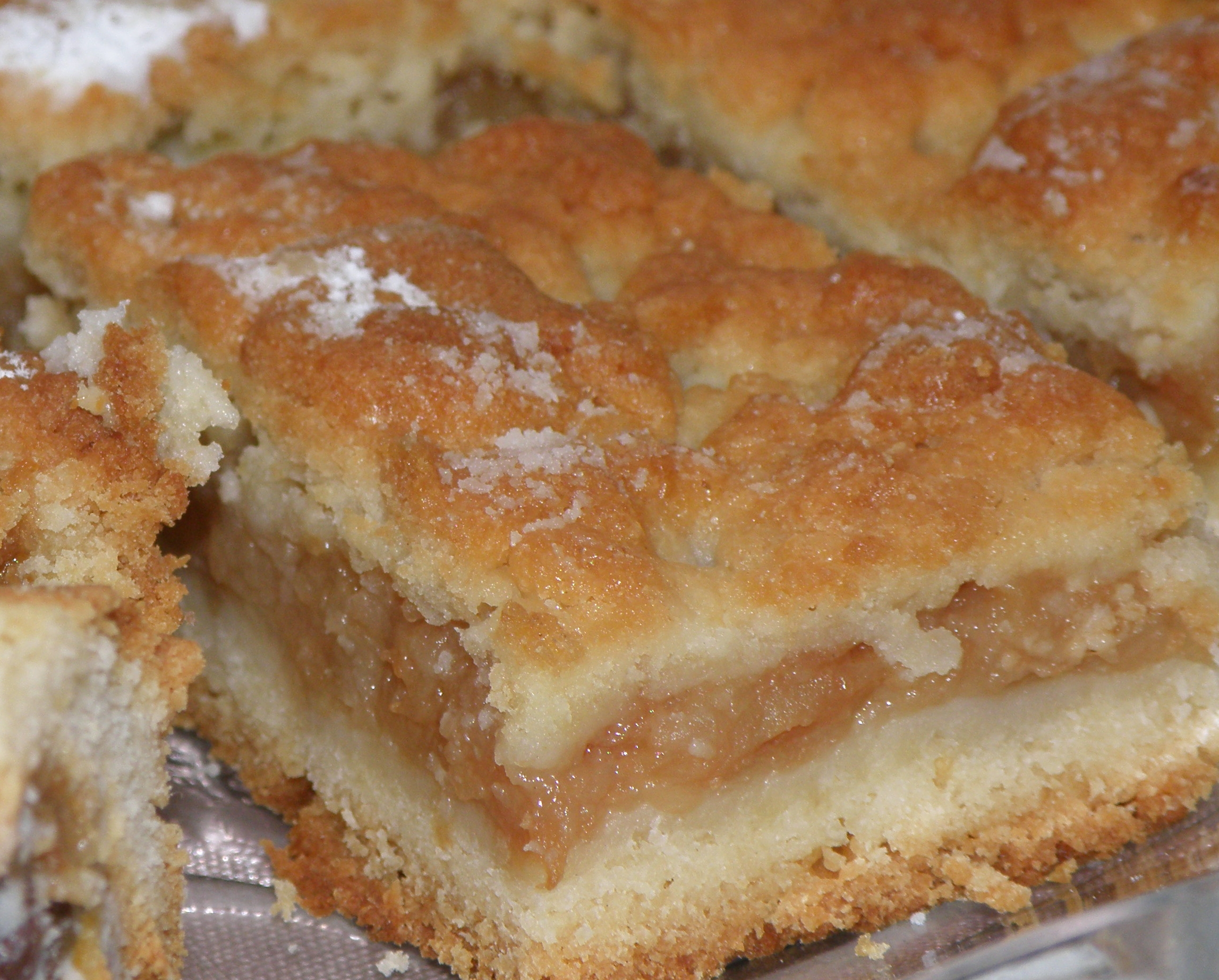
ポーランドのシャルロートカ

ロシアとポーランドには、フランスのシャルロットが元になったシャルロートカ（ロシア語：Шарлотка、ポーランド語：szarlotka）という菓子がある。
ロシアのシャルロートカは、シャルロット型の内側にバターを塗ったパンを貼り付け、リンゴとカスタードを詰めて焼いた菓子である。
ポーランドのシャルロートカは、バターと卵、砂糖を練り込んだ小麦粉の生地でリンゴとカスタードクリームのフィリングを包んで焼いた菓子である。
ちなみに上記の「ロシア風シャルロット」は、カレームがブルボン王朝の復活記念祝賀会において仕えていたロシア皇帝のため創作した菓子であり、現在のロシアではほとんど知られていない。コーヒーリキュールを用いた品である。

## 語源
「カスタードの料理」を意味する古い英単語の「charlyt」が転訛したとの説が一般的だが、疑問点も多い。15世紀頃には「charlet」として広く知られる肉料理もあった。また、ジョージ3世の王妃シャーロットから名前を取ったという説、ヨハン・ヴォルフガング・フォン・ゲーテの小説『若きウェルテルの悩み』の登場人物名や、同名の女性帽子名から取ったとの説もある。